# Tofstrappar
Tofstrappar (Lophotis) är ett släkte med fåglar i familjen trappar inom ordningen trappfåglar. Släktet omfattar tre arter som förekommer i Afrika söder om Sahara:
- Saheltofstrapp (L. savilei)
- Östlig tofstrapp (L. gindiana)
- Sydlig tofstrapp (L. ruficrista)